# Guštin
Guštin je priimek v Sloveniji, ki ga je po podatkih Statističnega urada Republike Slovenije na dan 1. januarja 2010 uporabljalo 294 oseb.

## Znani nosilci priimka
- Andrej Guštin (*1971), astronom
- Božidar Guštin (1912—1984), strojnik in gospodarstvenik
- Damijan Guštin (*1955), (vojni) zgodovinar
- Evgen Guštin (1928—2013), kipar, slikar
- Franc Guštin (1869—1937), duhovnik in častni kanonik v Trstu
- Gregor Guštin, baletni plesalec, koreograf
- Julij Guštin (1930—2004), igralec
- Miha Guštin - Gušti (*1971), popularni glasbenik
- Mirko Guštin (1920 - ?), zborovodja
- Mirko Guštin, kipar
- Mitja Guštin (*1947), arheolog, prof. FF
- Rudolf Guštin (1919—1979), gostilničar in javni delavec
- Slavko Guštin (*1958), likovni ustvarjalec, slikar
- Veselko Guštin (*1948), elektrotehnik, filatelist
- Vesna Guštin Grilanc (*1955), glasbena pedagoginja, etnološka raziskovalka Krasa, kulturna delavka